# 보고싶다 (영화)
"보고싶다"는 2016년에 개봉한 대한민국의 영화이다.

## 캐스팅
- 엄지성 : 우영 역
- 박사랑 : 하진 역
- 노강민 : 봉구 역
- 조하라 : 우진 역
- 고규필 : 우영 부 역
- 박희진 : 우영 모 역
- 김재록 : 담당자 역
- 이재균 : 큰우영 역
- 김보라 : 큰하진 역
- 예수정 : 강옥자 역
- 김희찬 : 서원석 역
- 이태규 : 중년 남자 역
- 홍승일 : 팀장 역
- 이재구 : 아들 역
- 나철 : 나 하사 역
- 손병욱 : 최 중사 역